# Margrethe af Slesvig-Holsten-Sønderborg
Margrethe af Slesvig-Holsten-Sønderborg (3. marts 1583 – 10. april 1658) var en dansk-tysk prinsesse, der var grevinde af Nassau-Siegen fra 1603 til 1623. Hun var datter af hertug Hans den Yngre af Slesvig-Holsten-Sønderborg og blev gift med grev Johan 7. af Nassau-Siegen.

## Biografi
Margrethe blev født den 3. marts 1583 i Sandbjerg (Sundeved) som det tolvte barn og sjette datter af hertug Hans den Yngre af Slesvig-Holsten-Sønderborg i hans første ægteskab med Elisabeth af Braunschweig-Grubenhagen.
Hun blev gift den 27. august 1603 i Rotenburg med grev Johan 7. af Nassau-Siegen. De fik 13 børn.
Grev Johan døde i 1623. Grevinde Margrethe overlevede sin mand med 24 år og døde den 10. april 1658 i Siegen.